# إليزافيتا غلينكا
إليزافيتا بيتروفنا غلينكا (الروسية: Елизавета Петровна Глинка)، المعروف أيضًا باسم د. ليزا (الروسية: Доктор Лиза)؛ (20 فبراير 1962 - 25 ديسمبر 2016) عاملة إنسانية روسية وناشطة خيرية. كُرمت ثلاث مرات بجوائز حكومية لعملها. توفيت جلينكا في حادث تحطم وزارة الدفاع الروسية توبوليف تو -154 عام 2016.

## الوفاة
توفتي غلينكا في حادث تحطم وزارة الدفاع الروسية توبوليف تو-154 في 25 ديسمبر 2016، أثناء سفرها إلى اللاذقية لتوصيل الإمدادات الطبية إلى مستشفى تشرين الجامعي.  أُغلقت القضية الجنائية في الحادث في عام 2019 بسبب عدم وجود جريمة.

### الجوائز والتكريمات
- 2 مايو 2012: وسام الصداقة الروسي[6]
- 2014: الجائزة الدولية "الإيمان والإخلاص" التي تمنحها مؤسسة القديس أندرو الرسول، حيث يترأس لجنة الجائزة رائد الفضاء، بطل الاتحاد السوفيتي أوليغ أتكوف. أقيم حفل توزيع الجوائز في الكرملين. يُنظر إلى هذه الجائزة على أنها «رمز للاعتراف العام بالمزايا أمام الوطن في تعزيز الدولة، والاتحاد مع الدول الصديقة لروسيا، وإعادة تقوية الروحانية».[7]
- 2014: "Своя колея" - جائزة للأشخاص المخلصين لقيمهم من مؤسسة فلاديمير فيسوتسكي ووزارة الثقافة الروسية ولجنة الثقافة لمدينة موسكو؛[8]
- 23 مارس 2015: وسام "من أجل الإحسان"  [لغات أخرى]‏ [9] - من تزيين فلاديمير بوتين. وشكره جلينكا خلال الحفل «نيابة عن مئات الأمهات من  دونيتسك ومنطقة دونيتسك، اللتين أخرجتا من منطقة القتال بفضل مرسومه» ؛ [10]
- 2015: وسام القديس لوقا  [لغات أخرى]‏ - جائزة الرعاية التي أمرت بها الكنيسة الأرثوذكسية الأوكرانية بطريركية موسكو ؛[11]